# جشنواره فیلم کن ۲۰۰۶
پنجاه و نهمین دوره جشنواره فیلم کن با انتخاب وونگ کار وای به رئیس هیئت داوران و اعضایی مانند هلنا بونهام کارتر و ساموئل ال. جکسون و اولین بار عضوی از دولت فلسطین بین روز های ۱۷-۲۸ می شروع شد. ۲۰ فیلم در قسمت مسابقه با هم به رقابت پرداختند که در آخر کن لوچ برای بادی که کشتزار جو را تکان می‌دهد برنده نخل طلا شد. و جایزه بهترین کارگردان جشنواره فیلم کن به الخاندرو گونسالس اینیاریتو برای فیلم بابل رسید.

## هیئت داوران
|                          |  |                           |
| پاتریس لوکنت, عضو داوران |  | لوکرسیا مارتل, عضو داوران |

- وونگ کار وای, (هنگ کنگ)
- هلنا بونهام کارتر (بریتانیا)
- مونیکا بلوچی (ایتالیا)

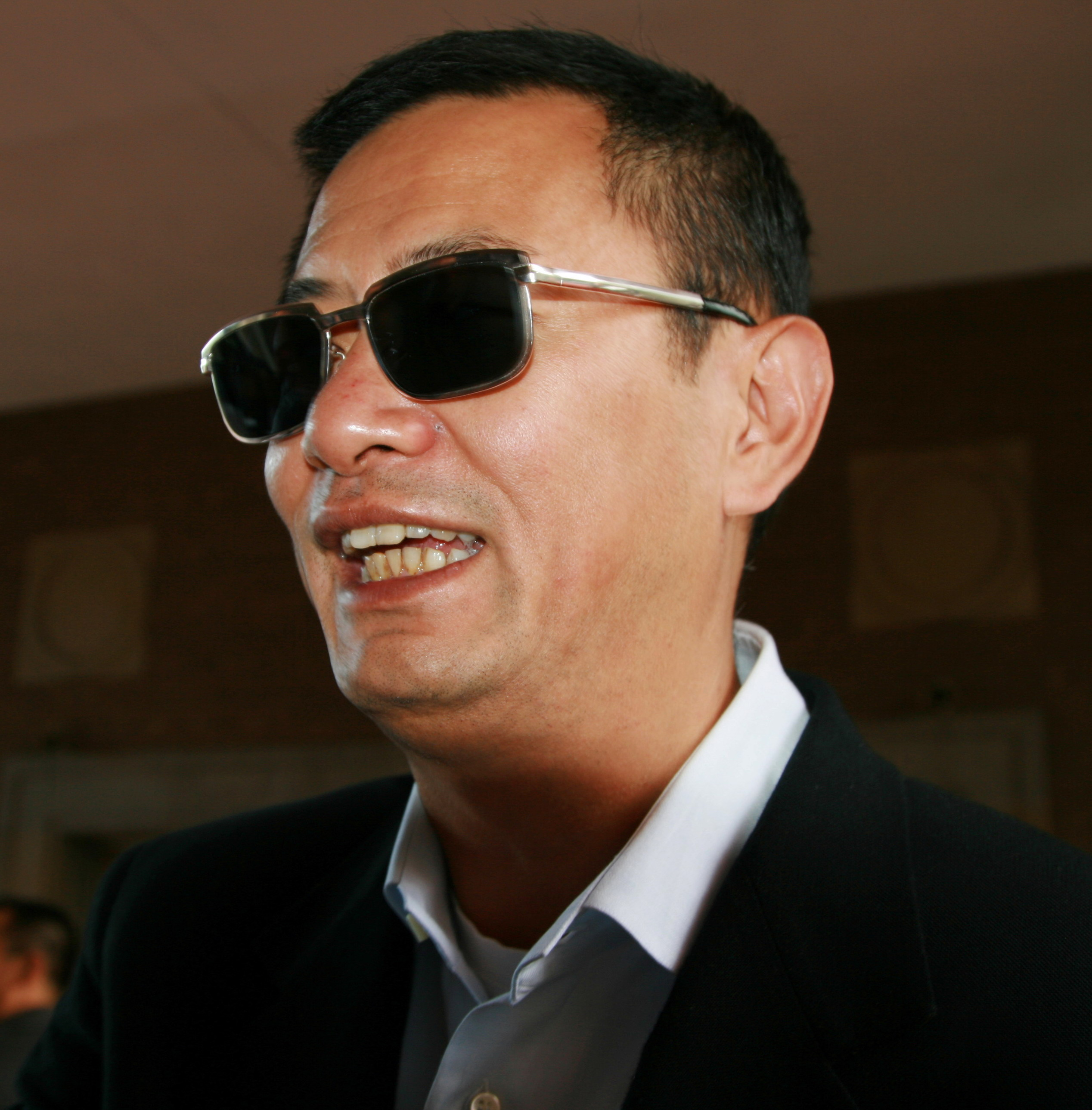
وونگ کار وای, رئیس هیئت داوران

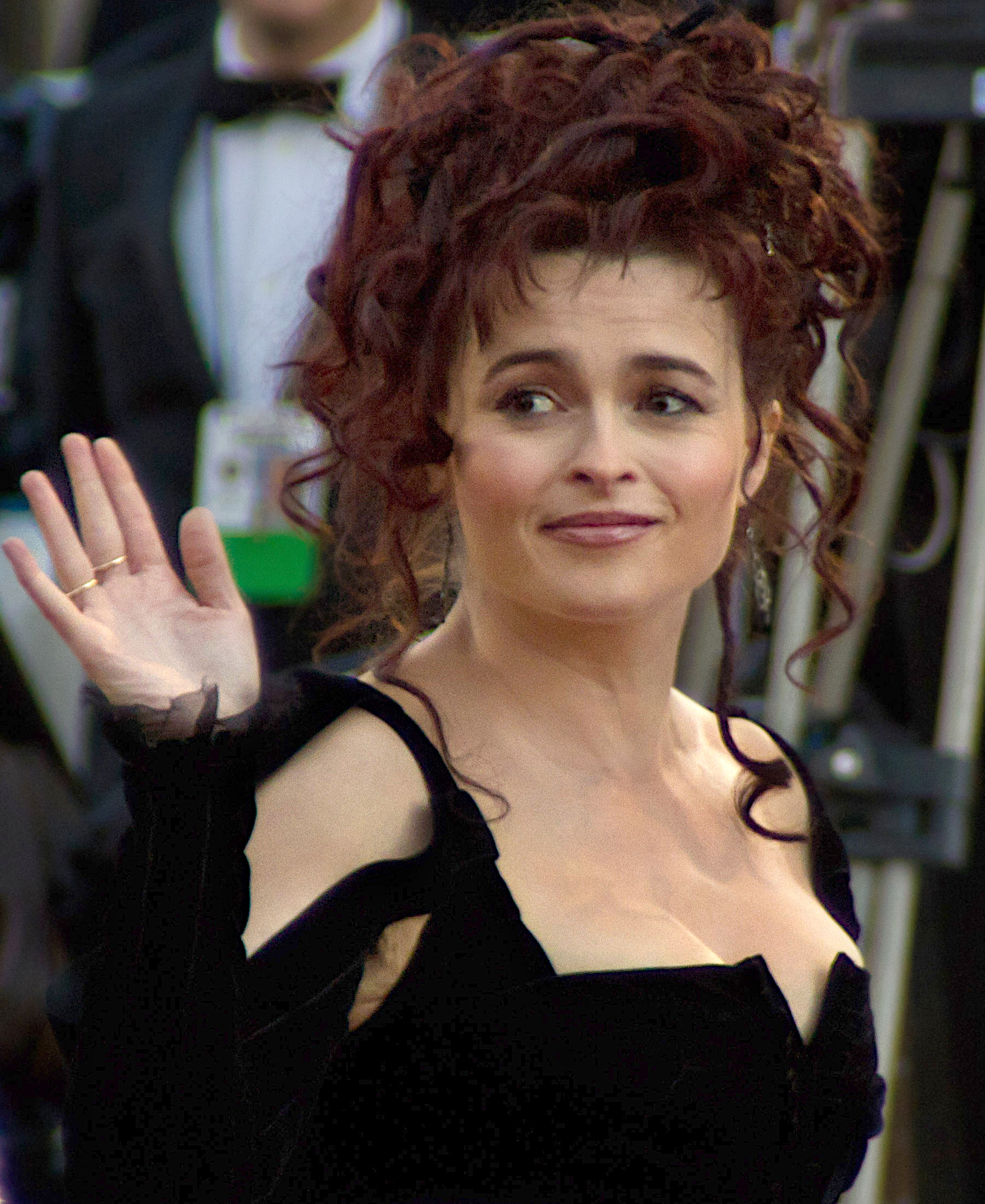
هلنا بونهام کارتر, عضو داوران

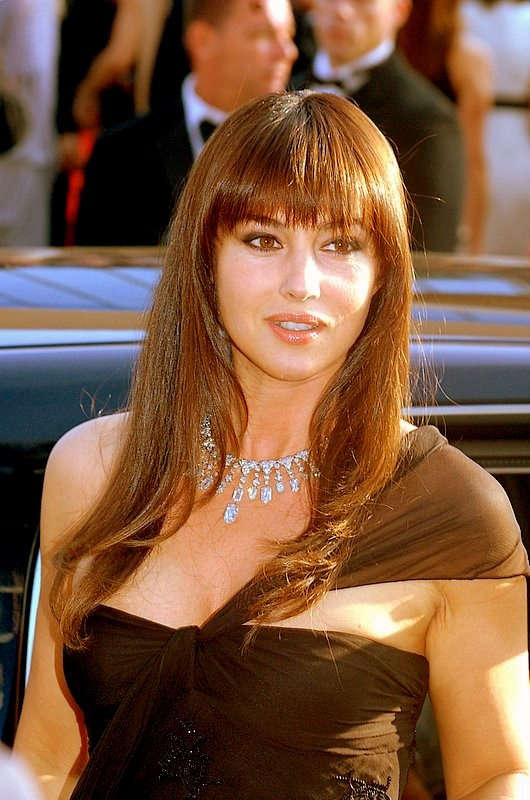
مونیکا بلوچی, عضو داوران

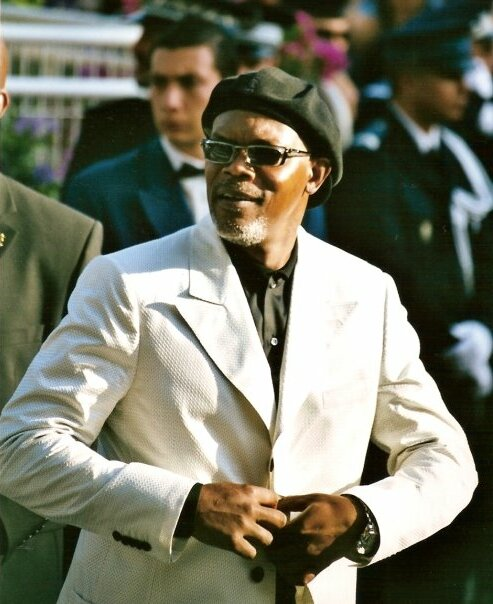
ساموئل ال. جکسون, عضو داوران

- ساموئل ال. جکسون (ایالات متحده آمریکا)
- پاتریس لوکنت (فرانسه)
- لوکرسیا مارتل (آرژانتین)
- تیم راث (بریتانیا)
- ایلیا سلیمان (دولت فلسطین)
- جانگ تسییی (جمهوری خلق چین)

## مسابقه
فیلم‌های زیر برای بخش مسابقه انتخاب شده‌اند:
- بابل * الخاندرو گونسالس اینیاریتو
- Crónica de una fuga - Israel Adrián Caetano
- هزارتوی پن - گیرمو دل تورو
- ملت غذای آماده - ریچارد لینکلیتر
- فلاندر (فیلم) - برونو دومو
- اقلیم‌ها - نوری بیلگه جیلان
- Il caimano - نانی مورتی
- روزهای افتخار (فیلم ۲۰۰۶) - رشید بوشارب
- جوانی باشکوه - پدرو کوستا
- L'amico di famiglia - پائولو سورنتینو
- La Raison du plus faible by لوکاس بلوایوکس
- روشنایی‌ها در تاریکی - آکی کوریسماکی
- ماری آنتوانت (فیلم ۲۰۰۶) - سوفیا کوپولا
- Quand j'étais chanteur - زاویر جیانولی
- رد رود - آندریا آرنولد
- Selon Charlie - نیکول گارسیا
- داستان‌های سرزمین جنوبی - ریچارد کلی (کارگردان)
- بازگشت (فیلم ۲۰۰۶) - پدرو آلمودوار
- بادی که کشتزار جو را تکان می‌دهد - کن لوچ
- کاخ تابستانی (فیلم) - Lou Ye

## خارج از مسابقه
فیلم جنجالی رمز داوینچی (فیلم) ، ران هاوارد نیز در قسمت خارج از مسابقه به نمایش در آمد.

## برندگان

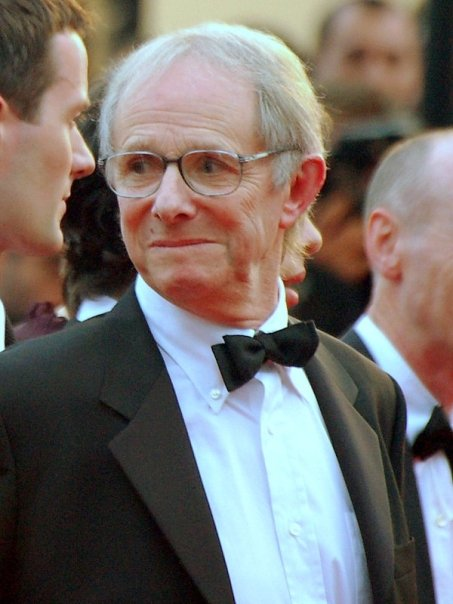
کن لوچ, برنده نخل طلا

- نخل طلا : کن لوچ برای بادی که کشتزار جو را تکان می‌دهد
- جایزه بزرگ (جشنواره فیلم کن) - برونو دومو برای فلاندر (فیلم)
- جایزه بهترین کارگردان جشنواره فیلم کن - الخاندرو گونسالس اینیاریتو برای بابل
- جایزه هیئت داوران جشنواره فیلم کن - آندریا آرنولد برای رد رود
- جایزه بهترین فیلم‌نامه جشنواره فیلم کن - پدرو آلمودوار برای بازگشت (فیلم ۲۰۰۶)